# Kamienica przy ulicy Berka Joselewicza 18 w Krakowie
Kamienica przy ulicy Berka Joselewicza 18 – zabytkowa kamienica znajdująca się w Krakowie, w dzielnicy I przy ulicy Berka Joselewicza, na Kazimierzu.
Kamienica została wzniesiona w 1910 roku według projektu architekta Leopolda Tlachny.
Kamienica została wpisana do gminnej ewidencji zabytków. Znajduje się na obszarze Kazimierza, którego układ urbanistyczny został wpisany 23 marca 1934 do rejestru zabytków.